# Odalisca con esclava
Odalisca con esclava (en francés: L'Odalisque à l'esclave) es una pintura de 1839 de Jean-Auguste-Dominique Ingres encargada por Charles Marcotte. Muestra a una odalisca rubia tendida semidesnuda y somnolienta, una música, y un vigilante eunuco negro en el interior de un harén. 
La pintura se conserva en el Museo Fogg de Arte en Cambridge, Massachusetts. Es una pieza clásica  del Orientalismo en la pintura francesa.

## Historia
Ingres pintó varias escenas de harén durante su larga carrera, empezando con la La gran odalisca (1814). Estos trabajos ejemplifican el gusto por el orientalismo compartido por muchos pintores franceses de la época romántica, especialmente el rival de Ingres, Eugène Delacroix. Como Ingres nunca visitó el Cercano Oriente, la obra describe una escena imaginaria. Fue compuesta en Roma, donde el artista vivió de 1835 a 1841 mientras servía como director de la Academia francesa allí. La odalisca fue pintada a partir de un dibujo de Ingres realizado años antes. La música fue pintada a partir de una modelo posando en el estudio, y muchos detalles como el eunuco o el tanbur derivan de grabados.

Ingres ejecutó el lienzo con su gran cuidado habitual, y reclutó a algunos de su alumnos como ayudantes. Uno de ellos era Raymond Balze, que escribió de su experiencia:
"Ingres empezó sus estudios de la naturaleza y preparó el boceto en su lienzo, entonces había hecho por su alumnado las partes menos importantes, 'muy acabadas', como la arquitectura, mosaicos, alfombras, mobiliario, instrumentos, que él a menudo [les] recolocaba, a regañadientes [pues estaba] satisfecho con su ejecución ... Terminado todo entonces con las figuras, procedía a armonizar el conjunto con pieles de cebolla de color."

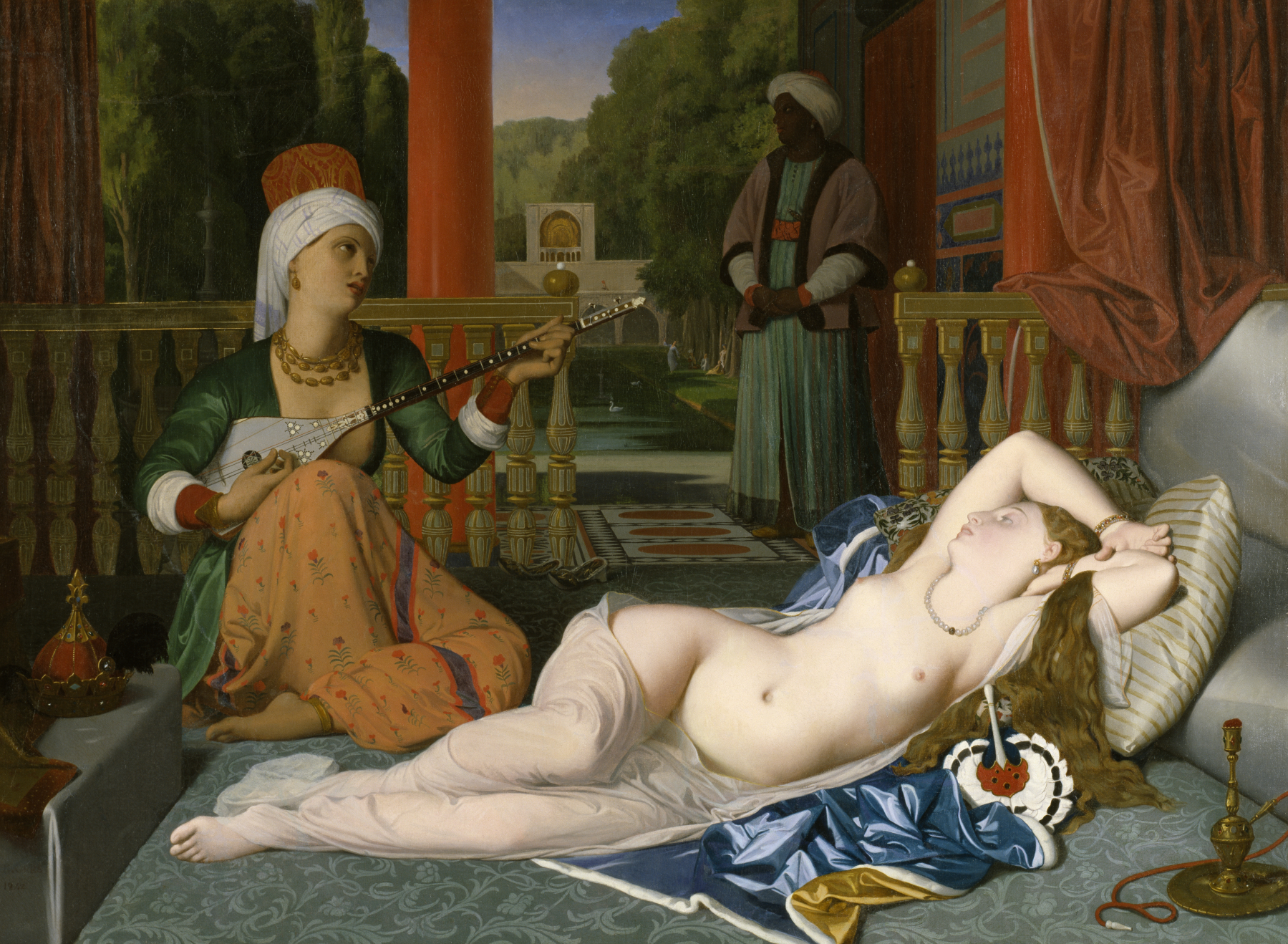
Versión de 1842, en el Museo Walters, Baltimore.

En septiembre de 1840 la pintura fue enviada a París, donde se ganó los elogios de los críticos que la vieron en la casa del propietario. Cuando fue exhibida públicamente en 1845, la pintura fue ampliamente admirada, y escribieron sobre ella Baudelaire y Théophile Thoré-Bürger.
Ingres realizó una segunda versión en 1842 con la ayuda de dos de sus alumnos, Paul y Jean-Hippolyte Flandrin, la cual se encuentra en el Museo Walters en Baltimore. En esta versión la pared del fondo, descrita por la historiadora del arte Karin Grimme como encarcelando a la odalisca en "una habitación sin salida", fue reemplazada por un jardín pintado por Paul Flandrin, inspirado en el parque del Castillo de Dampierre.
El Museo del Louvre posee un dibujo cuidadosamente acabado que Ingres hizo en 1858 copiando la versión de 1839.